# Lucien de Gracia
Pour les articles homonymes, voir Gracia.
Lucien de Gracia, né le 25 juin 1896 à Arcachon et mort le 27 décembre 1985, est un homme politique français, maire d'Arcachon, conseiller de la République puis député de Gironde.

## Biographie

### Études et carrière professionnelle
Il est diplômé de l'École normale, obtenant par ailleurs un certificat d'études physiques, chimiques et naturelles et une licence de psychologie. Il est le gendre du député Adolphe Cauderon.
D'abord instituteur, il devient ensuite directeur commercial d'une usine d'aviation puis administrateur de plusieurs sociétés et gérant d'un laboratoire pharmaceutique,.

### Maire d'Arcachon
Il est conseiller municipal d'Arcachon de 1938 à juillet 1941 puis entre dans la Résistance. À la Libération, le 23 août 1944, il est nommé vice-président de la délégation spéciale municipale. Il est ensuite maire du 18 mai 1945 à mars 1977. À la tête de la station balnéaire, il fait construire des ports de pêche et de plaisance, la piscine municipale, le tennis municipal ainsi que le golf international. 
Il s'oppose au classement au titre des monuments historiques du casino Mauresque, qu'il souhaite voir remplacé par un palais des congrès. L'édifice sera détruit par un incendie peu avant les élections municipales de 1977. Pour autant, le palais des congrès ne sera jamais construit, le site restant un parc.
Il est également conseiller général de la Gironde, de 1946 à 1973 note le site de l'Assemblée nationale, jusqu'en 1967 estime pour sa part la Société historique et archéologique d'Arcachon et du pays de Buch.

### Au Conseil de la République
Il est conseiller de la République (équivalent de sénateur) de 1948 à 1951, élu en Gironde sous la bannière du Rassemblement du peuple français (RPF), le parti gaulliste. Au sein de la Chambre haute, il est membre de la commission de la marine et des pêches, de la commission des moyens de communication et des transports (à laquelle la délégation du tourisme est rajoutée en 1951) et de la commission chargée d'examiner les demandes d'autorisation ou de renouvellement d'autorisation des jeux.
En 1949, il rédige un rapport concernant la modification de l'article 15 de la loi de 1926 sur le code disciplinaire et pénal de la marine marchande, participe au débat du projet de loi sur les abonnements téléphoniques des questeurs des chambres parlementaires, ainsi qu'à celui sur la loi de finances 1950 sur les sujets des budgets locaux, de la politique du tourisme et des crédits de fonctionnement des services de l'aviation civile et commerciale.
En 1951, en tant que membre de la commission de la marine et des pêches, il rédige un rapport sur la proposition de loi concernant les règles d'importation des produits de la pêche en mer. Comme rapporteur pour avis de la commission des transports, il intervient aussi dans les débats au sujet des dépenses de fonctionnement des PTT pour l'année en cours.

### À l'Assemblée nationale
Lors des élections législatives de 1951, il figure en troisième position de la liste RPF conduite en Gironde par Jacques Chaban-Delmas. Élu député, il quitte le Conseil de la République. Il rejoint la commission de la marine marchande et des pêches et la commission des moyens de communication et du tourisme. La seconde le nomme représentant de l'Assemblée nationale au Comité national du tourisme et à la Commission d'examen des demandes d'autorisation ou de renouvellement d'autorisation des jeux dans les casinos. Il continue de travailler sur les mêmes thématiques qu'à la Chambre haute.
Il s'investit aussi plus particulièrement sur des sujets intéressant sa circonscription, notamment l'aide à apporter aux victimes des tempêtes et des inondations qui ont touché le littoral sud-ouest en 1951-1952, le régime fiscal des ostréiculteurs et les taxes concernant leur production.
En lien avec la seconde commission à laquelle il appartient, il dépose par ailleurs plusieurs propositions de lois ayant trait aux PTT, sur l'organisation des services postaux, la ratification de la convention de l'Union postale universelle de 1952 ou encore sur l'âge de départ à la retraite d'une partie des salariés. Pour les années 1954 et 1955, il participe aux débats concernant les dépenses du ministère concerné et, en tant que rapporteur pour avis, souligne l'intérêt de développer le réseau des télécommunications, la circulation des chèque postaux de même que d'employer plus de personnel.
En 1951, il s'oppose à la création de la Communauté européenne du charbon et de l'acier, soutient en 1953 l'ordre du jour gouvernemental concernant la guerre d'Indochine et appuie en 1954 le général Aumeran, rétif à la Communauté européenne de défense. En 1955, il vote contre la confiance au président du Conseil Pierre Mendès France, qui doit alors quitter le pouvoir, de même que quelques mois plus tard lors du vote pour Edgar Faure. La même année, il vote pour l'état d'urgence en Algérie.
Il n'est pas réélu lors des élections législatives de 1956 mais retrouve un siège de député lors du premier scrutin de la Cinquième République deux ans plus tard, restant parlementaire jusqu'en 1962 et maire d'Arcachon jusqu'en 1977,.
Mort en 1985, il est enterré au cimetière d'Arcachon.

## Détail des fonctions et des mandats
Mandats parlementaires
- 7 novembre 1948 - 17 juin 1951 : sénateur de la Gironde
- 1951-1955 et 1958-1962 : député de la Gironde

Mandat local
- 1945-1977 : maire d'Arcachon (Gironde)

## Décorations
- Croix de guerre 1914-1918[1],[2]
- Médaille militaire[1],[2]
- Médaille de la Résistance française[1],[2]
- Commandeur de la Légion d'honneur[1],[2]
- Commandeure de l'ordre du Mérite de la République italienne‎[1]
- Croix d'officier de l'ordre du Mérite[1]

## Hommage
- Place Lucien-de-Gracia, devant l'hôtel de ville d'Arcachon.